# José María Alonso y Trelles
José María Alonso y Trelles (Ribadeo, 1875 - Montevideo, 1924), conegut com El Viejo Pancho, fou un poeta gautxesc uruguaià d'origen gallec que conreà sobretot temes populars i regionals impregnats d'un alè romànic. La seva popularitat es deu a l'obra Paja brava (1915) i al poema Juan el loco (1887).
Alonso y Trelles va néixer a Ribadeo (Lugo), parròquia de Santa María do Campo (nucli urbà del municipi). En la seva infància va viure uns anys a Astúries, i el 1875, amb 18 anys, va emigrar a Amèrica i es va radicar durant dos anys a Chivilcoy, un poble de la província de Buenos Aires, a l'Argentina, fins al 1877, quan es va traslladar a Tala, una localitat situada a 110 quilòmetres de Montevideo, on va escriure sobre la vida rural de l'Uruguai.
El 1902 Alonso y Trelles va obtenir la nacionalitat uruguaiana, i va ser diputat del departament de Canelones pel Partit Nacional.
Va morir a Montevideo el 1924, a causa d'una malaltia associada amb la peritonitis.